# Eustroma delimitata
Eustroma delimitata är en fjärilsart som beskrevs av W. Warren 1895. Eustroma delimitata ingår i släktet Eustroma och familjen mätare. Inga underarter finns listade i Catalogue of Life.